# The Bluff
The Bluff (ook bekend als The Bluffs; Afro-Amerikaans-Engels Da Bluff) is een deel van de stad Atlanta van ongeveer 4 km² onmiddellijk ten westen van het stadscentrum.
Het is in de hele agglomeratie Groot-Atlanta bekend als een gebied waar drugs, met name heroïne, op straat worden verkocht. De buurten die deel uitmaken van The Bluff (Vine City, English Avenue, e.a.) hebben van de hoogste cijfers van criminaliteit en drugsgebruik van heel de stad Atlanta.